# Respire (chanson)
Pour les articles homonymes, voir Respire (homonymie).
Singles de Mickey 3D
Ma grand-mère
(2002) Yalil
(2003)
Pistes de Tu vas pas mourir de rire
Amen Mimoun, fils de Harki
Respire est une chanson écrite, composée et interprétée par le groupe Mickey 3D en 2003. Elle délivre un message écologiste et a été le succès qui a permis au groupe de se faire connaître du grand public.

## Présentation
Le texte de la chanson s'adresse à un « gamin » pour l'alerter sur l'état du monde que les adultes vont lui laisser. La première partie de la chanson raconte l'histoire de l'Homme qui a « débarqué avec ses gros souliers, des coups de pied dans la gueule pour se faire respecter » et chamboulé tout l'équilibre de la nature. La seconde partie imagine le futur de l'Homme s'il continue dans cette voie (évoquant la disparition des ressources naturelles, des animaux, et les modifications génétiques à cause de la pollution si importante… ) et comment le « gamin » pourra se justifier devant ses petits-enfants pour expliquer qu'il n'a rien fait pour empêcher ça. La troisième partie termine par un constat sur l'égoïsme coupable des humains et, bien qu'admettant qu'il ne « connai[t] pas la fin », penche plutôt vers le pessimisme.

## Clip
Le clip est un dessin animé, coréalisé par Jérôme Combe, Stéphane Hamache et André Bessy. Il représente une petite fille qui court dans ce qu'on croit être la nature, avant de découvrir petit à petit qu'il s'agit en fait d'une nature synthétique, reconstituée dans un studio.

## Distinctions
Respire a obtenu deux Victoires de la musique en 2004 pour la meilleure chanson de l'année et pour le meilleur clip.

## CD single
Contenu :
1. Respire — 3:45
2. Chanson de rien du tout — 2:49
3. Respire (club 80) — 3:45
4. Respire (clip) — 3:45

## Classements et certifications
| Pays (2003)         | Meilleure position | Certification | Ventes certifiées |
| ------------------- | ------------------ | ------------- | ----------------- |
| Belgique (Wallonie) | 6                  | -             | -                 |
| France              | 12                 | Argent        | 125 000           |
| Suisse              | 10                 | -             | -                 |

## Reprises
- Scala & Kolacny Brothers (chorale belge) (album Respire, 2004)
- Version Respire 2020 en duo avec Bigflo et Oli